# Vendeuil
Vendeuil és un municipi francès situat al departament de l'Aisne i a la regió dels Alts de França. L'any 2007 tenia 908 habitants.

## Demografia

### Població
El 2007 la població de fet de Vendeuil era de 908 persones. Hi havia 338 famílies de les quals 84 eren unipersonals (36 homes vivint sols i 48 dones vivint soles), 121 parelles sense fills, 125 parelles amb fills i 8 famílies monoparentals amb fills.
La població ha evolucionat segons el següent gràfic:
Habitants censats

### Habitatges
El 2007 hi havia 398 habitatges, 349 eren l'habitatge principal de la família, 20 eren segones residències i 28 estaven desocupats. 389 eren cases i 1 era un apartament. Dels 349 habitatges principals, 296 estaven ocupats pels seus propietaris, 48 estaven llogats i ocupats pels llogaters i 4 estaven cedits a títol gratuït; 3 tenien una cambra, 15 en tenien dues, 69 en tenien tres, 92 en tenien quatre i 170 en tenien cinc o més. 230 habitatges disposaven pel capbaix d'una plaça de pàrquing. A 158 habitatges hi havia un automòbil i a 139 n'hi havia dos o més.

### Piràmide de població
La piràmide de població per edats i sexe el 2009 era:
| Homes | Edats   | Dones |
| ----- | ------- | ----- |
| 0     | 95 o +  | 0     |
| 0     | 90 a 94 | 8     |
| 4     | 85 a 89 | 20    |
| 8     | 80 a 84 | 16    |
| 16    | 75 a 79 | 20    |
| 20    | 70 a 74 | 20    |
| 20    | 65 a 69 | 24    |
| 32    | 60 a 64 | 28    |
| 32    | 55 a 59 | 24    |
| 12    | 50 a 54 | 8     |
| 36    | 45 a 49 | 36    |
| 44    | 40 a 44 | 44    |
| 40    | 35 a 39 | 32    |
| 24    | 30 a 34 | 24    |
| 12    | 25 a 29 | 24    |
| 24    | 20 a 24 | 20    |
| 28    | 15 a 19 | 36    |
| 24    | 10 a 14 | 36    |
| 32    | 5 a 9   | 32    |
| 28    | 0 a 4   | 12    |

## Economia
El 2007 la població en edat de treballar era de 546 persones, 382 eren actives i 164 eren inactives. De les 382 persones actives 350 estaven ocupades (193 homes i 157 dones) i 32 estaven aturades (15 homes i 17 dones). De les 164 persones inactives 56 estaven jubilades, 43 estaven estudiant i 65 estaven classificades com a «altres inactius».

### Ingressos
El 2009 a Vendeuil hi havia 358 unitats fiscals que integraven 898 persones, la mediana anual d'ingressos fiscals per persona era de 18.270 €.

### Activitats econòmiques
Dels 34 establiments que hi havia el 2007, 1 era d'una empresa extractiva, 1 d'una empresa alimentària, 3 d'empreses de construcció, 6 d'empreses de comerç i reparació d'automòbils, 5 d'empreses de transport, 7 d'empreses d'hostatgeria i restauració, 1 d'una empresa financera, 3 d'empreses immobiliàries, 2 d'empreses de serveis, 3 d'entitats de l'administració pública i 2 d'empreses classificades com a «altres activitats de serveis».
Dels 9 establiments de servei als particulars que hi havia el 2009, 1 era una oficina de correu, 2 tallers de reparació d'automòbils i de material agrícola, 1 paleta, 1 fusteria, 1 perruqueria i 3 restaurants.
L'únic establiment comercial que hi havia el 2009 era una fleca.
L'any 2000 a Vendeuil hi havia 8 explotacions agrícoles.

## Equipaments sanitaris i escolars
El 2009 hi havia una escola elemental.

## Poblacions més properes
El següent diagrama mostra les poblacions més properes.